# Grundlsee (kommun)
Grundlsee  är en kommun i  distriktet Liezen i förbundslandet Steiermark i Österrike. Sjön Grundlsee ligger i sin helhet i kommunen. Huvudort är Bräuhof.
Kommunen består av fem orter (Ortschaften) (inom parentes invånarantal 1 januari 2024):
- Archkogl (237)
- Bräuhof (344)
- Gößl (304)
- Mosern (200)
- Untertressen (76)